# Hrubieszów
Hrubieszów este un oraș în Polonia.

## Personalități născute aici
- Bolesław Prus (1847 - 1912), romancier.